# María Luisa Anido
Isabel María Luisa Anido González, genannt Mimita (* 26. Januar 1907 in Morón, Argentinien; † 4. Juni 1996 in Tarragona, Spanien) war eine argentinische Gitarristin, Komponistin und Musikpädagogin. Sie galt als Grande Dame der lateinamerikanischen Gitarre.

## Leben

Miguel Llobet, Emilio Pujol, Juan Carlos Anido, María Luisa Anido und Domingo Prat im Hause Anido, 1919

Anido wurde als Tochter des Gitarristen Juan Carlos Anido († 1933), der auch Herausgeber der illustrierten, ab Juli 1923 in Belgrano erschienenen Gitarrenzeitschrift La Guitarra – su historia, fomento y cultura war, und dessen Frau Betilda González Rigaud († 1950) geboren. In ihrer Kindheit zog ihre Familie nach Buenos Aires. Im Elternhaus verkehrten Musiker wie Emilio Pujol, Regino Sáinz de la Maza, Miguel Llobet und Josefina Robledo. Sie galt als musikalisches Wunderkind und im Alter von 10 Jahren spielte sie bereits die Etüde Nr. 22 in a-Moll von Napoléon Coste. Sie studierte Gitarre bei den Tárrega-Schülern Domingo Prat und Miguel Llobet.
1925 tourte sie mit Llobet durch Lateinamerika und vertonte mit ihm 1927 Duette. Der Musikkritiker Robert Jean Vidal (1925–2002) bezeichnete es als erstes Gitarrenduo des 20. Jahrhunderts. Weitere Konzerte führten sie in mehrere europäische Länder, u. a. nach Russland, wo sie große Popularität erlangte. 1952 gab sie ihr Solo-Konzert in der Wigmore Hall in London. In den 50er und 60er Jahren lebte sie dann in Spanien und Italien. Sie spielte neben klassischer Gitarrenliteratur zeitgenössische lateinamerikanische Komponisten wie Heitor Villa-Lobos, Carlos Guastavino, Julián Aguirre und Fernández Esperón. Außerdem war sie eine bedeutende Tárrega-Interpretin.
Sie wirkte mehr als fünfzig Jahre als Professorin am Musikkonservatorium von Buenos Aires und unterrichtete zahlreiche argentinische Gitarrenvirtuosen. 1987 lehrte sie in Havanna, daraufhin verlieh ihr die Universität von Havanna die Ehrendoktorwürde. Der spanische Meister Andrés Segovia stand in einem freundschaftlichen Verhältnis zu ihr.

## Schüler
- Jorge Cardoso
- Graciela Pomponio
- María Isabel Siewers
- Jorge Martínez Zárate